# دختران نهایی
دختران نهایی (انگلیسی: The Final Girls) یک فیلم اسلشر کمدی آمریکایی در سال ۲۰۱۵ است. در این فیلم تایسا فارمیگا، مالین اکرمان، آدام دیواین، توماس میدلتیچ، عالیه شوکت، الکساندر لودویگ و نینا دوبرو به ایفای نقش می‌پردازند.